# Forgách Ferenc Xavér
Ghymesi és gácsi gróf Forgách Ferenc Xavér (?, 1689 – Edelény, 1764. június 5.) császári-királyi altábornagy (k.k. Feldmarschalleutnant), huszártiszt.

## Élete
1689-ben, más adatok szerint 1691-ben született. Apja, báró Forgách Farkas, anyja Révay Eleonóra. Az ifjú Forgách („Forgách úrfi”) eszmélő pályafutása kurucként kezdődött, II. Rákóczi Ferenc fejedelmi udvarában, inasként, az udvari emberek rangsorának legalsóbb fokán. Fejedelmi hozzájárulás nélkül, családja rangjához és udvari emberi mivoltához méltatlan házasságot kötött az alig 16 éves Hartl Teréziával, Hartl János Erazmus Ferencnek a leányával. A házasság kilenc éve alatt négy gyermeket nemzettek, azonban mindegyik gyermek korán elhalt, az elsőszülött György ifjú gyermekként, János és Ferenc még csecsemőként, a leánygyermek Eleonóra pedig 1717-ben.
Ghymesi és gácsi báró Forgách Ferenc Xavért 1719. március 12-én, Bécsben III. Károly grófi rangra emeli.
Az özvegyen maradt Forgách Ferenc Xavér második felesége L’Huillier Mária Terézia, Jean-François L'Huillier (1668-1728) császári vezérőrnagynak (k. Generalfeldwachtmeister), az edelényi L'Huillier–Coburg-kastély építtetőjének lánya lett. E házasságából két gyermeke született: Ludmilla az idősebb, Franciska pedig a fiatalabb.
Forgách Ferenc Xavért az uralkodó, Mária Terézia 1741. szeptember 27-én. királyi vezérőrnaggyá (k. Generalfeldwachtmeister), 1754-ben, 1752. július 19-ig visszamenőleges hatállyal pedig császári-királyi altábornaggyá (k.k. Feldmarschalleutnant) nevezte ki.
Forgách Ferenc Edelényben halt meg 1764. június 5-én, katonai tiszteletadás mellett, egy svadronnyi vértes nehézlovas katona kíséretében Szendrőbe  vitték, ahol az Assisi Szent Ferenc-templom kriptájában temették el.